# Hasta que la plata nos separe
 (срп. Док нас сребро не растави) колумбијска је теленовела, продукцијске куће RCN, емитована 2006/07. Главне улоге играју Виктор Хуго Кабрера и Марсела Карвахал, а режисер је Серхио Осорио.

## Синопсис
Ово је трагикомедија која говори о Рафаелу Мендезу (Виктор Хуго Кабрера), скромном и младом трговцу који зарађује за живот продајући све: женску интимну одећу, лосионе, аутомобилске батерије, алкохолна пића — све што је потребно да преживе његова мајка и сестра.

## Глумачка постава

### Главне улоге
| Глумац:                    | Улога:                                     |
| -------------------------- | ------------------------------------------ |
| Виктор Хуго Кабрера        | Рафаел Мендез Ренгифо                      |
| Марсела Карвахал           | Алехандра Малдонадо Рикаурте               |
| Густаво Анхел              | Рубен Валензуела Саенс „Ел Тинтерило”      |
| Клаудија Лилијана Гонзалез | Марија Викторија „Вики” Пара „Ла Пахарита” |
| Катарина Порто             | Сусана Ренгифо                             |
| Марија Хелена Доеринг      | Росаура Суарез де Де ла Пења               |
| Линколн Паломекве          | Нелсон Хосе Оспина „Ел Данди”              |
| Констанза Дукве            | Росарио Малдонадо                          |
| Марта Исабел Болањос       | Клаудија Бермудес                          |
| Алваро Родригез            | Висенте Чавез                              |
| Хоавани Алварез            | Карлос Аранго „Ел Папето”                  |
| Ернесто Бенхумеа           | Едгар Марино                               |
| Марио Руиз                 | Герман Рамирез                             |
| Карлос Бенхумеа            | Исмаел Дуењас „Ел Бебе”                    |
| Катарина Велез             | Исабел Дуарте „Ла Генерала”                |
| Рикардо Легвизамо          | Ефраин Алварез „Ел Контакто”               |
| Карлос Серато              | Рамиро Хименез                             |
| Оскар Дуењаз               | Хуанито Флорез „Трапито”                   |
| Хавијер Гнеко              | Габријел Бернал                            |
| Хумберто Дорадо            | Хорхе Малдонадо                            |
| Сантијаго Аларкон          | Хаиме Ринкон                               |
| Ана Марија Аранго          | Леонор Ренгифо де Мендез                   |
| Адријана Силва             | Хулијета Мендез                            |
| Сесар Мора                 | Гастон Пара                                |
| Густаво Анхарита мл.       | Франклин Пара                              |
| Фернандо Солорзано         | Ђовани Пара                                |
| Маргалида Кастро           | Азусена                                    |
| Пепе Санчез                | Алберто Манрикве                           |
| Вики Ернандез              | Кармела Муњоз „Доња Бастантона”            |
| Валери Домингез            | Маријан Сахир                              |
| Росемари Бохоркез          | Руби                                       |
| Герман Ескаљон             | Поета                                      |
| Хавијер Гнеко мл.          | Едуардо де ла Пења                         |
| Мануел Кабрал              | Франки Франкенштајн                        |
| Карменза Гомез             | Доња Долорес                               |
| Патрик Делмас              | Мичел                                      |
| Рикардо Велез              | Гиљермо Солер                              |
| Татјана Рентерија          | Карен                                      |
| Каролина Трухиљо           |                                            |
| Џесика Санхуан             |                                            |
| Лаила Вијеира              |                                            |

### Повратне улоге
| Глумац:          | Улога:                                   |
| ---------------- | ---------------------------------------- |
| Каролина Рамирез | Росарио дел Пилар Гереро                 |
| Марк Тачер       | Франсиско Лара                           |
| Грегорио Пернија | Мануел „Ел Колосо” Родригез              |
| Марио Дуарте     | Владимир „Ел Мил Аморес” Фернандо Молина |